# Ляч
Ляч (на албански: Laçi) e град в Албания. Населението му е 17 086 жители (2011 г.). Намира се в часова зона UTC+1. Пощенският му кодове са 4701 – 4703, а телефонния 053. МПС кодът му е LA.